# Proceso de Wiener

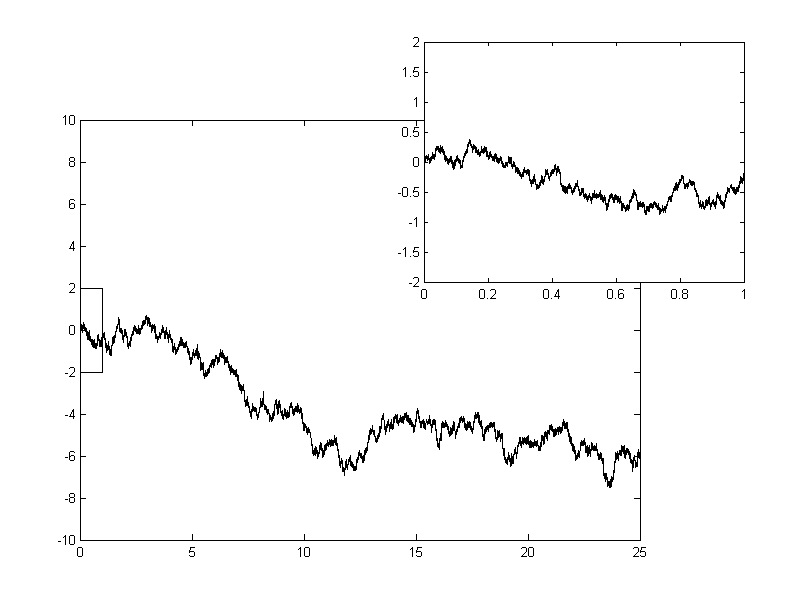
Una simple realización (instancia) de un proceso de Wiener unidimensional.

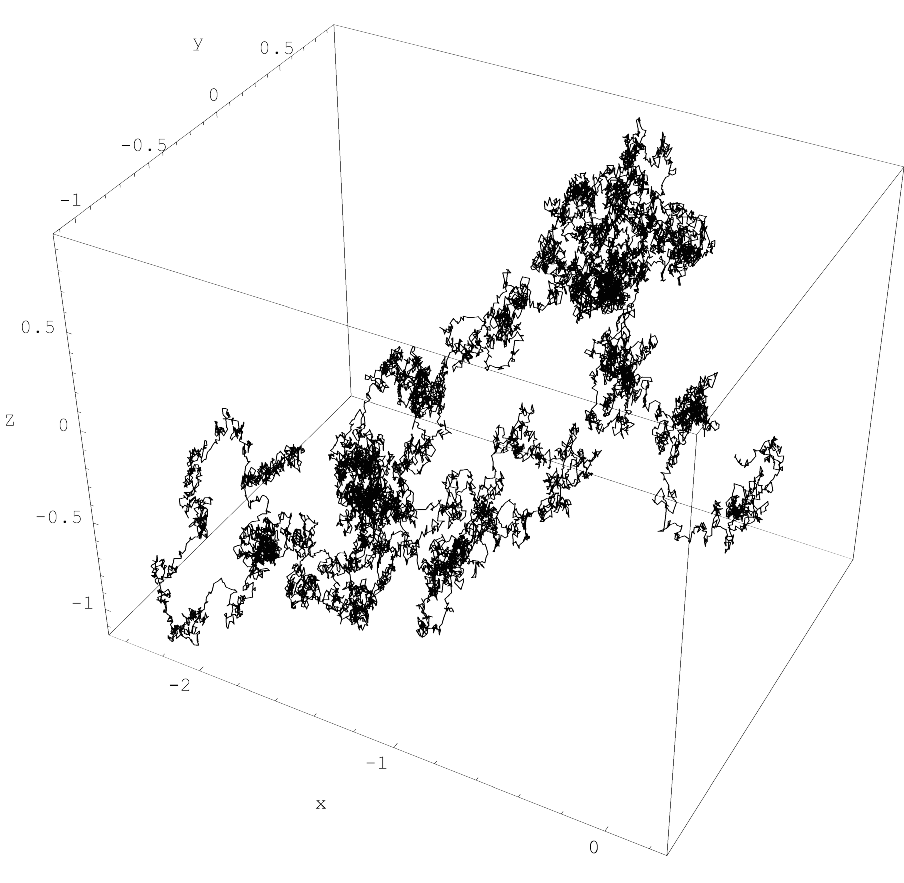
Una simple realización (instancia) de un proceso de Wiener tridimensional.

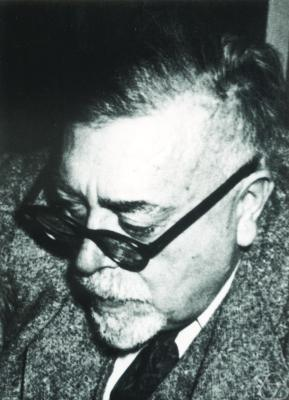
El matemático Norbert Wiener.

En matemáticas, un proceso de Wiener es un tipo de proceso estocástico a tiempo continuo, llamado así en honor de Norbert Wiener que los estudió. Frecuentemente este tipo de procesos se denominan movimiento browniano estándar, en honor a Robert Brown. Matemáticamente, es un caso particular de proceso de Lévy (procesos estocásticos de tipo càdlàg con incrementos estadísticamente independientes y estacionarios) que aparece con frecuencia en matemática pura y aplicada, economía y física.
Los procesos de Wiener desempeñan un papel importante tanto en matemática pura como en matemática aplicada. En matemática pura, los procesos de Wiener han dado lugar al estudio de martingalas en tiempo continuo. Estos procesos son el fundamento sobre la base de la cual se pueden construir procesos estocásticos más complejos. Como tales, los procesos de Wiener son importantes en el cálculo estocástico, la teoría matemática de los procesos de difusión, incluso en la teoría del potencial. Los procesos de Wiener son el núcleo del proceso evolutivo de Schramm-Loewner. En matemática aplicada, los procesos de Wiener se usan para representar la integral de un ruido blanco definido como proceso gaussiano, y también es útil para modelizar el ruido de interferencia en ingeniería electrónica, los errores instrumentales en teoría de filtros y para modelizar fuerzas aleatorias en teoría del control.
El proceso de Wiener tiene aplicaciones en numerosas ciencias. En física se usa para modelizar el movimiento browniano y la difusión de pequeñas partículas en el seno de un fluido, a través de la ecuación de Fokker-Planck y la ecuación de Langevin. También aparece en la formulación rigurosa de las integrales de camino de la mecánica cuántica (relacionada con la fórmula de Feynman-Kac, una solución de la ecuación de Schrödinger que puede ser representada en términos de un proceso de Wiener) y aparece en el estudio de la inflación eterna en física cosmológica. También desempeña un papel prominente en la teoría matemática de las finanzas y en particular es clave para derivar la ecuación de Black-Scholes para determinar el precio de determinados activos financieros.

## Caracterización del proceso de Wiener
Sea {\displaystyle (\Omega ,{\mathcal {F}},\operatorname {P} )} un espacio de probabilidad, un proceso estocástico {\displaystyle \{W_{t}:t\geq 0\}} se define como un proceso de Wiener estándar si satisface:
1. {\displaystyle W_{0}=0}
2. {\displaystyle W} tiene trayectorias continuas; {\displaystyle W_{t}} es continuo en {\displaystyle t}.
3. {\displaystyle W} tiene incrementos normales: si {\displaystyle t,s\geq 0}  entonces {\displaystyle W_{t+s}-W_{t}\sim N(0,s)}.
4. {\displaystyle W} tiene incrementos independientes, es decir, si {\displaystyle 0\leq s_{1}<t_{1}\leq s_{2}<t_{2}} entonces {\displaystyle W_{t_{1}}-W_{s_{1}}} y {\displaystyle W_{t_{2}}-W_{s_{2}}} serán variables aleatorias independientes y será válida la condición para cualesquiera {\displaystyle n} incrementos.

Una caracterización alternativa del proceso de Wiener es la llamada caracterización de Lévy que afirma que un proceso de Wiener es casi seguramente una martingala continua con {\displaystyle W_{0}=0} y variación cuadrática {\displaystyle [W_{t},W_{t}]=t} (lo que significa que {\displaystyle W_{t}^{2}-t} es también una martingala).
Una tercera caracterización es que un proceso de Wiener admite una representación espectral como una serie trigonométrica cuyos coeficientes son variables aleatorias independientes con distribución {\displaystyle N(0,1)}. Esta representación puede ser obtenida usando el teorema de Karhunen-Loève.
Una última caracterización del proceso de Wiener es la integral definida (entre {\displaystyle 0} y el tiempo {\displaystyle t} de un proceso gaussiano con media cero, varianza unidad y delta correlacionado ("ruido blanco normalizado").
Además el proceso de Wiener puede ser construido como el límite escalado de un paseo aleatorio u otra proceso de tiempo discreto con incrementos estacionarios e independientes. Esta construcción es una consecuencia del teorema de Donsker. Como el paseo aleatorio, el proceso de Wiener es recurrente en una o dos dimensiones (lo cual significa que vuele a un entorno de un punto de partida casi con seguridad) mientras que no es recurrente en dimensión {\displaystyle D\geq 3}. A diferencia del paseo aleatorio convencional, el proceso de Wiener posee invariancia de escala, lo que significa que:
{\displaystyle \alpha ^{-1}W_{\alpha ^{2}t}}
es un proceso de Wiener para cualquier valor no nulo de la constante {\displaystyle \alpha }. La medida de Wiener es una medida de probabilidad en el espacio de funciones continuas {\displaystyle g}, con {\displaystyle g(0)=0}, inducidas por el proceso de Wiener. Una integral que usa la medida de Wiener se denomina integral de Wiener.

## Propiedades
Algunas propiedades que satisface el proceso de Wiener unidimensional son las siguientes:

### Propiedades básicas
La función de densidad de probabilidad para un {\displaystyle t} fijo está dada por
{\displaystyle f_{W_{t}}(x)={\frac {1}{\sqrt {2\pi t}}}e^{-{\frac {x^{2}}{2t}}}}
La media del proceso es cero
{\displaystyle \operatorname {E} [W_{t}]=0}
La varianza del proceso es {\displaystyle t}
{\displaystyle \operatorname {Var} (W_{t})=t}

### Covarianza y correlación
La covarianza y correlación del proceso están dadas por
{\displaystyle {\begin{aligned}\operatorname {Cov} (W_{s},W_{t})&=C_{W}(s,t)=\min(s,t)\\\operatorname {Corr} (W_{s},W_{t})&=\rho _{W}(s,t)={\frac {\min(s,t)}{\sqrt {st}}}\end{aligned}}}
Para demostrar la primera de ellas consideremos los siguientes casos:
Si {\displaystyle s<t} entonces
{\displaystyle {\begin{aligned}\operatorname {Cov} (W_{s},W_{t})&=\operatorname {E} [W_{s}W_{t}]-\operatorname {E} [W_{s}]\operatorname {E} [W_{t}]\\&=\operatorname {E} [W_{s}W_{t}]\\&=\operatorname {E} [W_{s}(W_{t}-W_{s}+W_{s})]\\&=\operatorname {E} [W_{s}(W_{t}-W_{s})]+\operatorname {E} [W_{s}^{2}]\\&=\operatorname {E} [(W_{s}-W_{0})(W_{t}-W_{s})]+\operatorname {E} [W_{s}^{2}]\\&=\operatorname {E} [W_{s}-W_{0}]\operatorname {E} [W_{t}-W_{s}]+\operatorname {Var} (W_{s})\\&=\operatorname {Var} (W_{s})\\&=s\end{aligned}}}
de manera análoga, si {\displaystyle t<s} entonces
{\displaystyle \operatorname {Cov} (W_{s},W_{t})=t}
por lo tanto 
{\displaystyle \operatorname {Cov} (W_{s},W_{t})=\min(s,t)}
Nótese que
{\displaystyle {\begin{aligned}\operatorname {Corr} [W_{s},W_{t}]&={\frac {\operatorname {Cov} (W_{s},W_{t})}{\sqrt {\operatorname {Var} (W_{s})\operatorname {Var} (W_{t})}}}\\&={\frac {\min(s,t)}{\sqrt {st}}}\\&={\begin{cases}{\sqrt {\frac {s}{t}}}&s<t\\{\sqrt {\frac {t}{s}}}&t<s\end{cases}}\end{aligned}}}